# كريستين أوبراين (ممثلة)
كريستين أوبراين (بالإنجليزية: Kirsten O'Brien)‏ هي مقدمة تلفزيونية وممثلة بريطانية، ولدت في 23 فبراير 1972 في Nunthorpe ‏ في المملكة المتحدة.

## وصلات خارجية
- الموقع الرسمي
- كريستين أوبراين (ممثلة) على موقع IMDb (الإنجليزية)
- كريستين أوبراين (ممثلة) على موقع قاعدة بيانات الفيلم (الإنجليزية)